# 山本浩貴 (いぬのせなか座)
山本 浩貴（やまもと ひろき、1992年 - ）は、日本の小説家、デザイナー、批評家、編集者。いぬのせなか座主宰。

## 経歴・人物
愛媛県出身。早稲田大学文学部卒業、東京大学大学院学際情報学府文化・人間情報学コース修士課程修了。
愛光学園在学中の2009年に「黒い眼球」で第2回高校生のための近畿大学文芸大賞の大賞受賞。
主なデザインとして『Quick Japan』159号~167号のアートディレクターを担当。
また2022年まで早稲田文学編集室に勤務し、「金井美恵子なんかこわくない」（『早稲田文学』2018年春号）、「価値の由来、表現を支えるもの──経済、教育、出版、労働……」（『早稲田文学2020年冬号』）、「ホラーのリアリティ」（『早稲田文学2021年秋号』）などの特集を企画・編集した。
2015年5月より創作コレクティブいぬのせなか座を主宰。メンバー:ｈ、鈴木一平、なまけ、山本浩貴（2018年5月より笠井康平も加入）。2021年末に5人体制の第1期を終了。2023年5月からは主宰の山本を固定メンバーとして第2期が始動している。

## 著書
単行本
- 『新たな距離　言語表現を酷使する（ための）レイアウト』（フィルムアート社、2024年3月）

アンソロジー収録
- 「無断と土」（鈴木一平との共著）-『異常論文』（ハヤカワ文庫JA、2021年10月）のちに『ベストSF2022』（竹書房、2022年8月）に再録　初出:『SFマガジン』2021年6月号
- 「自然という法の組み換えと共有──吉本隆明に多発する〈既視〉および柳田國男と宮沢賢治の〈実験〉について」-『接続する柳田國男』（水声社、2023年12月）
- 「生のアトリエ」-『高校生と考える 人生の進路相談』（左右社、2024年4月）